# أنطونيو فالكاو
أنطونيو فالكاو هو لاعب كرة قدم برازيلي في مركز الوسط، ولد في 16 يوليو 2001 في البرازيل لعب سابقاً في نادي الظفرة.